# Atletica leggera ai Giochi della XXXII Olimpiade - 10000 metri piani maschili

Video ufficiale della Finale

Ai Giochi della XXXII Olimpiade la competizione dei 10000 metri piani maschili si è svolta il 30 luglio 2021 presso lo Stadio nazionale di Tokyo. Hanno partecipato 25 atleti.
La competizione è stata vinta dall'etiope Selemon Barega.

## Presenze ed assenze dei campioni in carica
| Competizione         | Atleta           | Prestazione | Tokyo 2020 |
| -------------------- | ---------------- | ----------- | ---------- |
| Olimpiadi 2016       | Mohammed Farah   | 27'05"17    | Non qual.  |
| Commonwealth 2018    | Joshua Cheptegei | 27'19"62    | Presente   |
| Europei 2018         | Morhad Amdouni   | 28'11"22    | Presente   |
| Africani 2019        | Berehanu Tsegu   | 27'56"81    | Non qual.  |
| Mondiali 2019        | Joshua Cheptegei | 26'48"36    | Presente   |
|                      |                  |             |            |
| Mondiali junior 2018 | Rhonex Kipruto   | 27'21"08    | Presente   |

Graduatoria mondiale
In base alla classifica della Federazione mondiale, i migliori atleti iscritti alla gara erano i seguenti:
| Pos. | Atleta           | Punti | Note |
| ---- | ---------------- | ----- | ---- |
| 1    | Joshua Cheptegei | 1407  |      |
| 3    | Yomif Kejelcha   | 1375  |      |
| 4    | Mohammed Ahmed   | 1339  |      |

## La gara
La federazione etiope sceglie, come ormai di consueto, un meeting europeo come prova di selezione olimpica. Per i 10000 la scelta cade sul meeting di Hengelo (Paesi Bassi). Vince a sorpresa il ventunenne Selemon Barega.

Finale diretta con 25 partenti. Fa caldo e l'umidità è al 98%.

Pochi metri dopo la partenza Stephen Kissa (Uganda) si lancia in fuga e percorre i primi 800 metri in 2'09”8. Il suo scopo è tenere alto il ritmo per favorire i suoi compatrioti Joshua Cheptegei e Jacob Kiplimo. Ma dietro di sé scopre che si è creato il vuoto ed è costretto a rallentare. Kissa è ancora in testa a metà gara (passaggio lento in 14'08”58), poi al sesto km si ritira.

A tre giri dalla fine il gruppo di testa è formato da 12 atleti. I primi cinque sono: Kwemoi (Kenya), Cheptegei (Uganda),  Kipruto (Kenya), Ahmed (Canada) e Amdouni (Francia). Interessante notare che nessuno di essi vincerà la gara. A due giri dalla fine si fanno vedere i tre etiopici. Sul rettilineo opposto a quello d'arrivo avanzano di molte posizioni stabilendosi al secondo posto (Barega), al quarto posto (Kejelcha) ed al sesto (Aregawi). Al suono della campanella dell'ultimo giro Barega ha già conquistato la prima posizione. Ai 200 metri è in grado di accelerare ulteriormente. Lo seguono Aregawi, Cheptegei (Uga), Kiplimo (Uga) e Ahmed. I due ugandesi capiscono che non c'è più tempo da perdere e si lanciano all'attacco della coppia etiope. Riescono a superare Aregawi, ma il loro distacco da Barega non diminuisce. Sprintano tra loro per la seconda posizione, mentre Barega taglia il traguardo con le mani alzate. Ha fatto la gara perfetta.
Selemon Barega è il più giovane etiope a vincere un oro olimpico in tutti gli sport.

## Risultati

### Finale
| Rank | Nome                | Nazionalità   | Tempo    | Note                                     |
| ---- | ------------------- | ------------- | -------- | ---------------------------------------- |
|      | Selemon Barega      | Etiopia       | 27'43"22 |                                          |
|      | Joshua Cheptegei    | Uganda        | 27'43"63 | Miglior prestazione personale stagionale |
|      | Jacob Kiplimo       | Uganda        | 27'43"88 |                                          |
| 4    | Berihu Aregawi      | Etiopia       | 27'46"16 |                                          |
| 5    | Grant Fisher        | Stati Uniti   | 27'46"39 |                                          |
| 6    | Mohammed Ahmed      | Canada        | 27'47"76 | Miglior prestazione personale stagionale |
| 7    | Rodgers Kwemoi      | Kenya         | 27'50"06 |                                          |
| 8    | Yomif Kejelcha      | Etiopia       | 27'52"03 |                                          |
| 9    | Rhonex Kipruto      | Kenya         | 27'52"78 |                                          |
| 10   | Morhad Amdouni      | Francia       | 27'53"58 | Record nazionale                         |
| 11   | Yemaneberhan Crippa | Italia        | 27'54"05 | Miglior prestazione personale stagionale |
| 12   | Aron Kifle          | Eritrea       | 28'04"06 |                                          |
| 13   | Carlos Mayo         | Spagna        | 28'04"71 |                                          |
| 14   | Marc Scott          | Gran Bretagna | 28'09"23 |                                          |
| 15   | William Kincaid     | Stati Uniti   | 28'11"01 |                                          |
| 16   | Joe Klecker         | Stati Uniti   | 28'14"18 |                                          |
| 17   | Akira Aizawa        | Giappone      | 28'18"37 | Miglior prestazione personale stagionale |
| 18   | Isaac Kimeli        | Belgio        | 28'31"91 |                                          |
| 19   | Patrick Tiernan     | Australia     | 28'35"06 | Miglior prestazione personale stagionale |
| 20   | Weldon Langat       | Kenya         | 28'41"42 |                                          |
| 21   | Julien Wanders      | Svizzera      | 28'55"29 | Miglior prestazione personale stagionale |
| 22   | Tatsuhiko Ito       | Giappone      | 29'01"31 |                                          |
| 23   | Kieran Tuntivate    | Thailandia    | 29'01"92 |                                          |
|      | Sam Atkin           | Gran Bretagna | dnf      |                                          |
|      | Stephen Kissa       | Uganda        | dnf      |                                          |